# Глупеево
Глупеево — деревня в Козельском районе Калужской области. Входит в состав Сельского поселения «Село Волконское».
Глупеево расположено на левом берегу реки Дрисенка, у пруда, примерно в 9 км к западу от села Волконское.

## Население
| 2002 | 2010 |
| ---- | ---- |
| 0    | →0   |